# Jan Swammerdam
Jan Swammerdam, född 12 februari 1637 i Amsterdam, död där 17 februari 1680, var en nederländsk zoolog.
Swammerdam studerade redan under pojkåren insekter med stort intresse. Han studerade därefter medicin och naturvetenskap i Leiden och promoverades till medicine doktor 1667, sedan han försvarat en avhandling om andningsprocessen. Han vann ett betydande erkännande genom sin färdighet att dissekera mindre djurformer, särskilt insekter och snäckor. Han konstruerade ett för den tiden utmärkt mikroskop och lyckades med fint utdragna glasrör göra injektioner i eller uppblåsa även helt små organ. Hans undersökningar över bland annat insekternas inre och yttre anatomi samt deras förvandlingar överträffades först under 1800-talet. 
Dels ekonomiska och husliga bekymmer, dels, och framför allt, bekantskapen med den religiösa svärmerskan Antoinette Bourignon försatte honom i ett sjukligt pietistiskt tillstånd. Hans mystiska känslostämning inverkade på hela hans författarskap, och hans senare arbeten förefaller företrädesvis gå ut på att bevisa Guds allmakt och vishet; så den efter hans död utgivna Biblia naturæ, sive historia insectorum in certas classes reducta etc. (1737-38).

## Eftermäle
Asteroiden 13669 Swammerdam är uppkallad efter honom.